# Aegialiinae
Sous-famille
Les Aegialiinae sont une petite sous-famille de la famille des Scarabaeidae (scarabées). Historiquement, le groupe a été classé comme une tribu au sein de la grande sous-famille des Aphodiinae.

## Liste des genres
Selon Catalogue of Life (15 juin 2024) :
- Tribu des Aegialiini
  - Aegialia Latreille, 1807 (paléarctique, néarctique, néotropical)
  - Caelius Lewis, 1895 (néarctique, paléarctique)
  - Micraegialia Brown, 1931 (néarctique)
  - Psammoporus Thomson, 1859 (paléarctique, néarctique)
  - Rhysothorax Bedel, 1911 (paléarctique, néarctique)
  - Silluvia Landin, 1949 (paléarctique, Oriental)
  - † Archeopsammoporus Minkina, 2020 (paléarctique, fossile)
  - † Cretaegialia Nikolajev, 1993 (fossile)
- Tribu des Saprinianini
  - Amerisaprus Stebnicka & Skelley, 2003 (néotropical)
  - Argeremazus Stebnicka & Dellacasa, 2003 (néotropical)
  - Mimaegialia Nikolajev, 2007 (néotropical)
  - Saprus Blackburn, 1904 (australien)